# فرودگاه رونس‌ثورپ
 فرودگاه رونس‌ثورپ (به انگلیسی: Ravensthorpe Airport) یک فرودگاه همگانی با کد یاتا RVT است که یک باند فرود آسفالت دارد و طول باند آن ۱۶۸۰ متر است. این فرودگاه در کشور استرالیا قرار دارد و در ارتفاع ۶۴ متری از سطح دریا واقع شده است.